# Istoriczeskij wiestnik
Istoriczeskij wiestnik (ros. Историческій Вѣстникъ) – rosyjski miesięcznik historyczno-literacki ukazujący się w Petersburgu od 1880 do 1917.
Inicjatorami pisma byli Aleksiej Suworin i Siergiej Shubinsky. Magazyn publikował teksty z dziedziny historii, geografii, archeologii i etnografii. Drukował również pamiętniki i wspomnienia rosyjskich pisarzy. Celem pisma była popularyzacja ówczesnej wiedzy historycznej, jak i tekstów literackich wśród czytelników. W magazynie publikowali swoje utwory m.in.: Mykoła Kostomarow, Nikołaj Leskow, Nikołaj Ignatjew, Nikołaj Czernyszewski.